# 麥迪遜 (紐約州)
麥迪遜（英語：Madison）是一個位於美國紐約州麥迪遜縣的鎮。

## 人口
根據2020年美國人口普查的數據，麥迪遜的面積為107.13平方千米，當中陸地面積為105.64平方千米，而水域面積為0.49平方千米。當地共有人口2766人，而人口密度為每平方千米26人。